# Permanent Vacation
Permanent Vacation är ett musikalbum av hårdrocksgruppen Aerosmith, utgivet 1987. 
Albumet blev Aerosmiths stora comeback efter ett decennium av ofokuserade albumutgivningar. Bandet blandade här sitt klassiska hårdrockssound med influenser från den då stora pop-metalen, och det resulterade i låtar som "Dude (Looks Like a Lady)" och "Rag Doll".
Powerballaden "Angel" blev den största singelframgången från albumet och nådde tredje plats på Billboard Hot 100, den hittills högsta listplaceringen för någon Aerosmith-låt.

## Låtlista
Sida ett
1. "Heart's Done Time" (Desmond Child/Joe Perry) - 4:42
2. "Magic Touch" (Perry/Steven Tyler/Jim Vallance) - 4:37
3. "Rag Doll" (Holly Knight/Perry/Tyler/Vallance) - 4:25
4. "Simoriah" (Perry/Tyler/Vallance) - 3:22
5. "Dude (Looks Like a Lady)" (Child/Perry/Tyler) - 4:25
6. "St. John" (Tyler) - 4:10

Sida två
1. "Hangman Jury" (Perry/Tyler/Vallance) - 5:33
2. "Girl Keeps Coming Apart" (Perry/Tyler) - 4:13
3. "Angel" (Child/Tyler) - 5:08
4. "Permanent Vacation" (Tyler/Brad Whitford) - 4:49
5. "I'm Down" (John Lennon/Paul McCartney) - 2:20
6. "The Movie" (instrumental) (Tom Hamilton/Joey Kramer/Perry/Tyler/Whitford) - 4:04